# Snake Eyes (1998)
Snake Eyes (bra: Olhos de Serpente; prt: Os Olhos da Serpente) é um filme americano de 1998, do gênero suspense, dirigido por Brian de Palma.
A música é de Ryuichi Sakamoto, a direção de fotografia de Stephen H. Burum, o desenho de produção de Anne Pritchard, a direcção de arte de James Fox, Isabelle Guay e Réal Proux, o figurino de Oette Gadoury, a montagem de Bill Pankow e os efeitos especiais de The Computer Film Company e Industrial Light & Magic.

## Sinopse
Um policial corrupto assiste ao assassinato de um político famoso numa arena de boxe, no meio de uma imensa multidão. Ele ajuda um velho amigo, que fazia a segurança do político nesse evento, a tentar encontrar o responsável pelo crime, e acaba por envolver-se com uma perigosa máfia.

## Elenco
- Nicolas Cage como Rick Santoro
- Gary Sinise como Kevin Dunn
- John Heard como Gilbert Powell
- Carla Gugino como Julia Costello
- Stan Shaw como Lincoln Tyler
- Kevin Dunn como Lou Logan
- Michael Rispoli como Jimmy George
- Joel Fabiani como Charles Kirkland
- Luis Guzmán como Cyrus
- David Anthony Higgins como Ned Campbell